# Grand Manille
Le Grand Manille (en tagalog, Kalakhang Maynila, Kamaynilaan, en anglais Metro Manila) est la région métropolitaine de Manille, capitale des Philippines. Il est aussi connu sous le nom de Région de la capitale nationale  (NCR) (en tagalog, Pambansang Punong Rehiyon). Administrativement, il ne fait partie d'aucune province, mais constitue l’une des 17 régions des Philippines.
Il est formé de 17 villes, comptant 13 484 462 personnes (en 2020). Le Grand Manille est le centre politique, économique, culturel et industriel du pays.
La région est bordée au nord par Bulacain, à l'est par Rizal, au sud-est par Laguna, au sud-ouest par Cavite et à l'ouest par la mer de Chine méridionale.

## Liste des villes du Grand Manille
|             | \| Nom \| Population (2015)[1] \| Superficie (km²)[2] \| Densité (par km²)[2] \| Croissance pop. annuelle sur la période 2010 et 2015[1] \| PIB \| Devenue ville en[2] \| \| ----------- \| -------------------- \| ------------------- \| -------------------- \| ------------------------------------------------------- \| -------- \| ------------------- \| \| Caloocan \| 1 584 000 \| 53,33 \| 30,000 \| 1,18 % \| 9 426 $ \| 1962 \| \| Las Piñas \| 589 000 \| 32,02 \| 18,000 \| 1,22 % \| 8 678 $ \| 1997 \| \| Makati \| 583 000 \| 27,36 \| 27,000 \| 1,85 % \| 29 259 $ \| 1995 \| \| Malabon \| 36 600 \| 15,96 \| 23,000 \| 0,65 % \| 4 334 $ \| 2001 \| \| Mandaluyong \| 386 000 \| 11,06 \| 35,000 \| 3,12 % \| 20 258 $ \| 1994 \| \| Manille \| 1 780 000 \| 42,88 \| 42,000 \| 1,43 % \| 13 731 $ \| 1571 \| \| Marikina \| 451 000 \| 22,64 \| 20,000 \| 1,16 % \| 10 346 $ \| 1996 \| \| Muntinlupa \| 505 000 \| 41,67 \| 12,000 \| 1,78 % \| 13 789 $ \| 1995 \| \| Navotas \| 249 000 \| 11,51 \| 22,000 \| 0,03 % \| 5 296 $ \| 2007 \| \| Parañaque \| 666 000 \| 47,28 \| 14,000 \| 2,39 % \| 10 146 $ \| 1998 \| \| Pasay \| 417 000 \| 18,64 \| 23,000 \| 1,12 % \| 6 876 $ \| 1947 \| \| Pasig \| 755 000 \| 31,46 \| 24,000 \| 2,31 % \| 12 032 $ \| 1995 \| \| Pateros \| 64 000 \| 1,76 \| 36,000 \| −0,09 % \| 3 324 $ \| pas une ville \| \| Quezon City \| 2 936 000 \| 165,33 \| 18,000 \| 1,17 % \| 11 213 $ \| 1939 \| \| San Juan \| 122 000 \| 5,87 \| 21,000 \| 0,12 % \| 16 893 $ \| 2007 \| \| Taguig \| 805 000 \| 45,18 \| 18,000 \| 4,32 % \| 12 342 $ \| 2004 \| \| Valenzuela \| 620 000 \| 45,75 \| 14,000 \| 1,45 % \| 7 531 $ \| 1998 \| \| Total \| 12 878 000 \| 619,57 \| 21,000 \| 1,58 % \| 10 223 $ \| \| |                  |                   |                                                      |          |                  |
| Nom         | Population (2015) | Superficie (km²) | Densité (par km²) | Croissance pop. annuelle sur la période 2010 et 2015 | PIB      | Devenue ville en |
| Caloocan    | 1 584 000 | 53,33            | 30,000            | 1,18 %                                               | 9 426 $  | 1962             |
| Las Piñas   | 589 000 | 32,02            | 18,000            | 1,22 %                                               | 8 678 $  | 1997             |
| Makati      | 583 000 | 27,36            | 27,000            | 1,85 %                                               | 29 259 $ | 1995             |
| Malabon     | 36 600 | 15,96            | 23,000            | 0,65 %                                               | 4 334 $  | 2001             |
| Mandaluyong | 386 000 | 11,06            | 35,000            | 3,12 %                                               | 20 258 $ | 1994             |
| Manille     | 1 780 000 | 42,88            | 42,000            | 1,43 %                                               | 13 731 $ | 1571             |
| Marikina    | 451 000 | 22,64            | 20,000            | 1,16 %                                               | 10 346 $ | 1996             |
| Muntinlupa  | 505 000 | 41,67            | 12,000            | 1,78 %                                               | 13 789 $ | 1995             |
| Navotas     | 249 000 | 11,51            | 22,000            | 0,03 %                                               | 5 296 $  | 2007             |
| Parañaque   | 666 000 | 47,28            | 14,000            | 2,39 %                                               | 10 146 $ | 1998             |
| Pasay       | 417 000 | 18,64            | 23,000            | 1,12 %                                               | 6 876 $  | 1947             |
| Pasig       | 755 000 | 31,46            | 24,000            | 2,31 %                                               | 12 032 $ | 1995             |
| Pateros     | 64 000 | 1,76             | 36,000            | −0,09 %                                              | 3 324 $  | pas une ville    |
| Quezon City | 2 936 000 | 165,33           | 18,000            | 1,17 %                                               | 11 213 $ | 1939             |
| San Juan    | 122 000 | 5,87             | 21,000            | 0,12 %                                               | 16 893 $ | 2007             |
| Taguig      | 805 000 | 45,18            | 18,000            | 4,32 %                                               | 12 342 $ | 2004             |
| Valenzuela  | 620 000 | 45,75            | 14,000            | 1,45 %                                               | 7 531 $  | 1998             |
| Total       | 12 878 000 | 619,57           | 21,000            | 1,58 %                                               | 10 223 $ |                  |

Carte des villes composant Metro Manila.

La région métropolitaine est divisée en quatre districts administratifs:

Les districts composant Metro Manila.

|                                        | \| District \| Villes \| \| -------------------------------------- \| ------------------------------------------------------------------------ \| \| District de la capitale (1er district) \| - Manille \| \| District est (2e district) \| - Mandaluyong - Marikina - Pasig - Quezon City - San Juan \| \| District nord (3e district) \| - Caloocan - Malabon - Navotas - Valenzuela \| \| District sud (4e district) \| - Las Piñas - Makati - Muntinlupa - Parañaque - Pasay - Pateros - Taguig \| |
| District                               | Villes |
| District de la capitale (1er district) | - Manille |
| District est (2e district)             | - Mandaluyong - Marikina - Pasig - Quezon City - San Juan |
| District nord (3e district)            | - Caloocan - Malabon - Navotas - Valenzuela |
| District sud (4e district)             | - Las Piñas - Makati - Muntinlupa - Parañaque - Pasay - Pateros - Taguig |

## Transports et infrastructures

### Routes et autoroutes
Une route périphérique importante est la Circumferential Road 4, plus connue sous le nom l'avenue Epifanio de los Santos (ou EDSA). Elle traverse les villes de Pasay, Makati, Mandaluyong, Quezon City et Caloocan. La Circumferential Road 5 (C5) sert elle d'alternative à l'avenue EDSA. Ces deux boulevards sont complétés par les routes radiales (Radial Roads).
La South Luzon Expressway (SLEX) est l'autoroute qui relise l'agglomération à la province de Laguna et le sud de l'île de Luzon. Elle se termine au niveau de la Radial Road 3. La North Luzon Expressway (NLEX) court jusqu’à Clark et Ángeles se termine à la Radial Road 8. La première voie express traversant l'agglomération et reliant les autoroutes NLEX et SLEX est inaugurée en 2021 : la Skyway Stage 3.

### Réseau ferré
Metro Manila compte trois lignes de métro aérien : les LRT1, LRT2 et MRT3.
Ces trois lignes sont complétées par le service de transport en commun de la Philippine National Railways.

### Ports et aéroports
Le principal aéroport de l'agglomération est l'aéroport international Ninoy-Aquino depuis 1948.
L'aéroport de Sangley, situé dans la ville de Cavite, a été inauguré en février 2020 afin d’accueillir les vols privés.
L'aéroport international de Manille-Bulacan doit lui voir le jour à l'horizon 2025 et sera le remplaçant à moyen terme de l'aéroport Ninoy-Aquino.
Le port de Manille est le principal port du pays.

## Eau et énergie
La distribution d’électricité de toute l'agglomération est assurée par un seul opérateur : Meralco (ou Manila Electric Railroad And Light Company).
En ce qui concerne la distribution de l'eau deux sociétés privées se partagent le marché. La Maynilad Water Services dessert Manille, Caloocan, Las Piñas, Malabon, Muntinlupa, Navotas, Parañaque, Pasay ainsi que Valenzuela. La Manila Water dessert Mandaluyong, Marikina, Pasig, Pateros, San Juan et Taguig. Les villes de Makati et Quezon City sont quant à elles partagées entre les deux opérateurs. En 2020 l'eau distribuée provient à 96% du barrage d'Angat, mais afin de pallier les pénuries de plus en plus fréquentes la Manila Water inaugure en 2019 une station de traitement à Cardona (Rizal) afin de commencer l'exploitation des grandes reserves d'eau douce du lac Laguna de Bay.

## Galerie

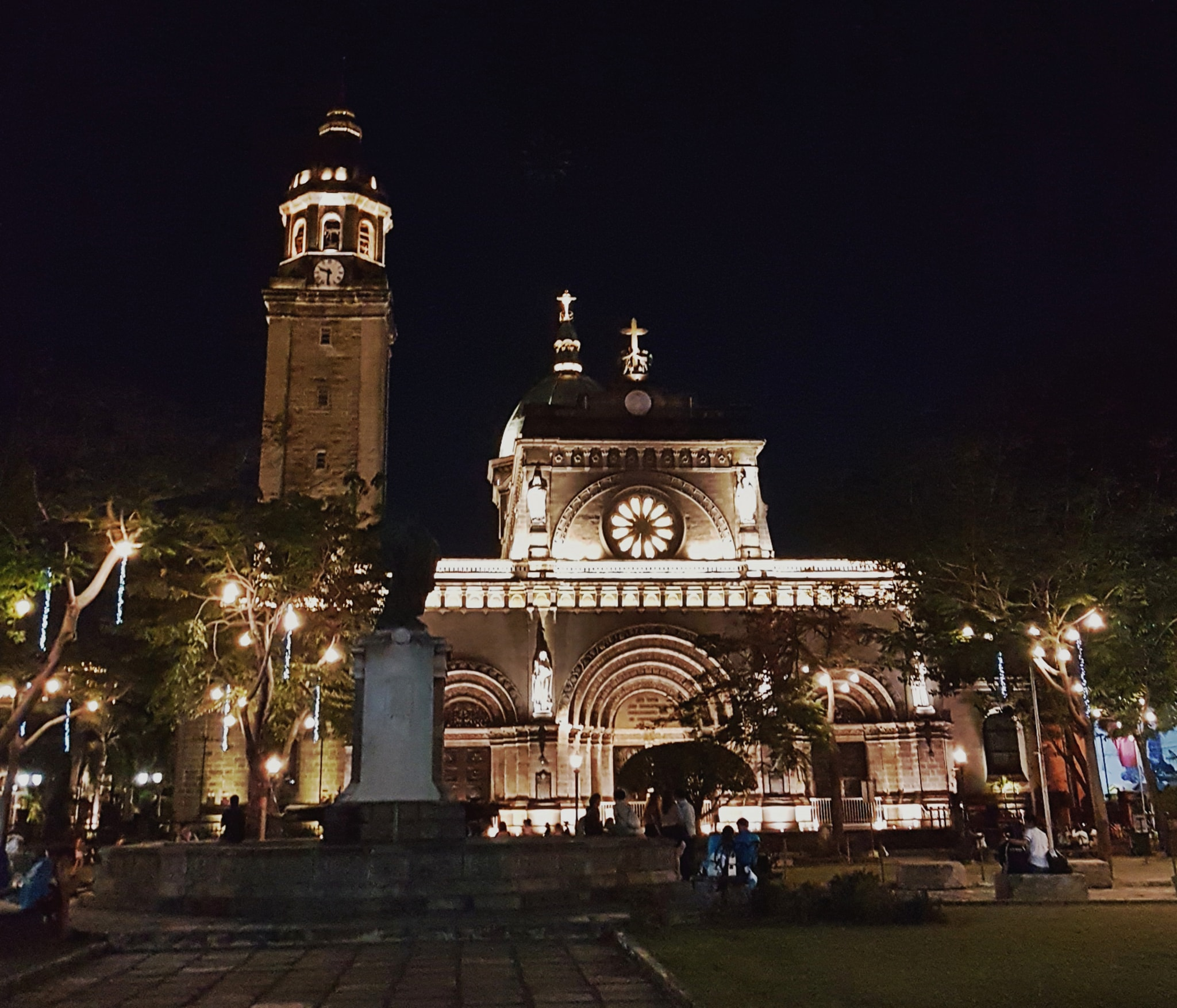
La cathédrale de Manille
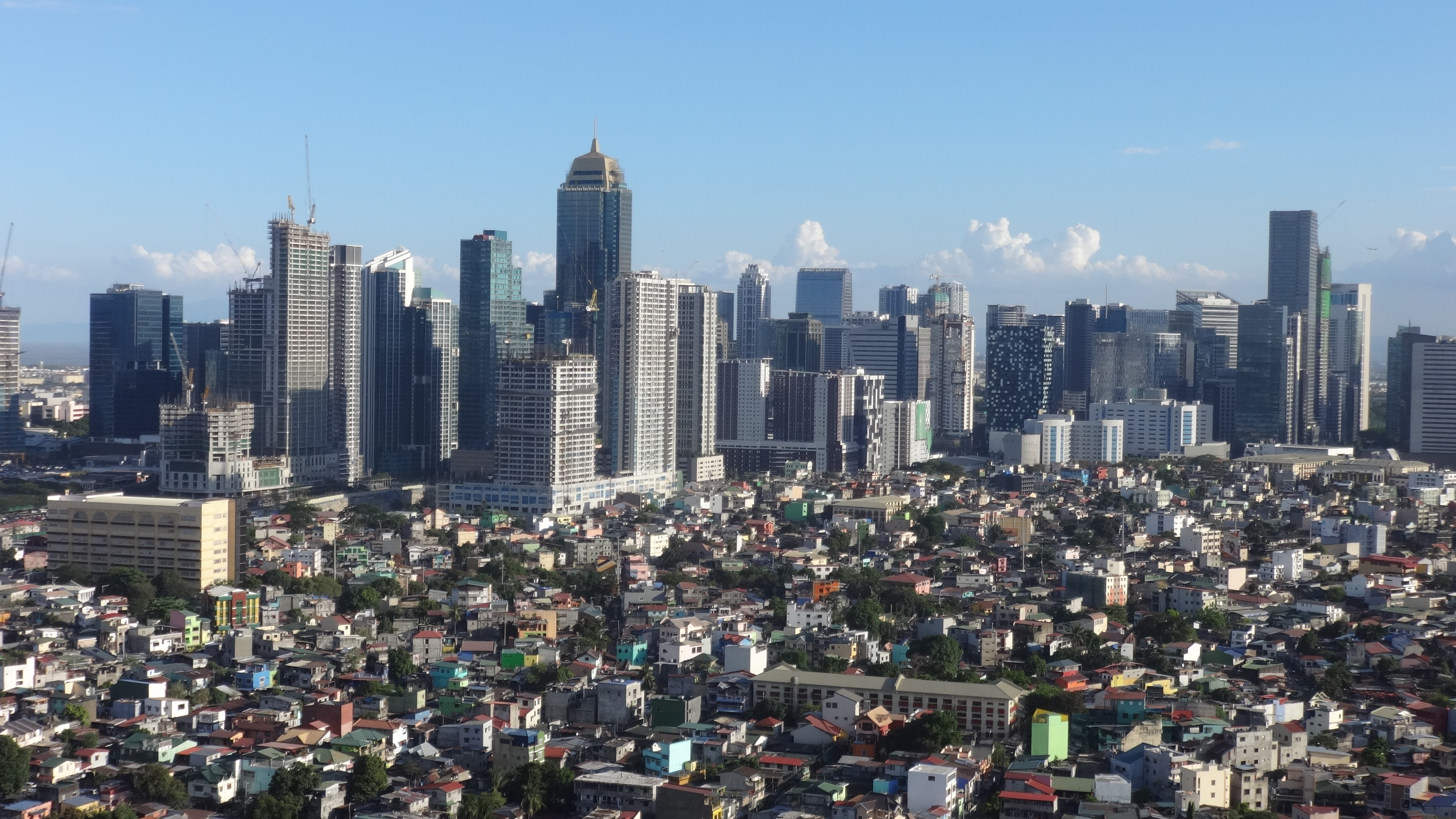
Les gratte-ciel de Bonifacio Global City à Taguig
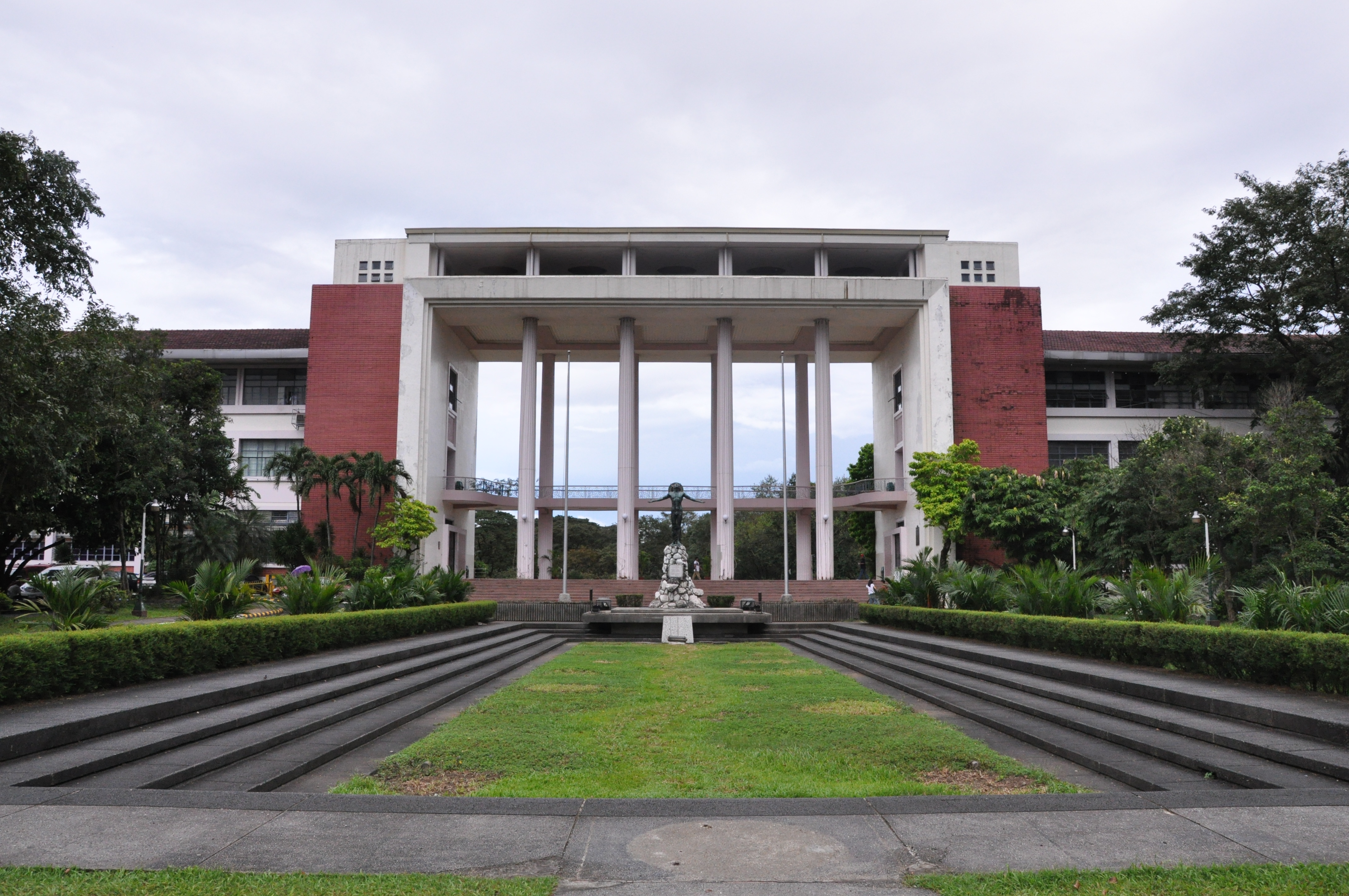
L'Université des Philippines (UP) Diliman à Quezon City
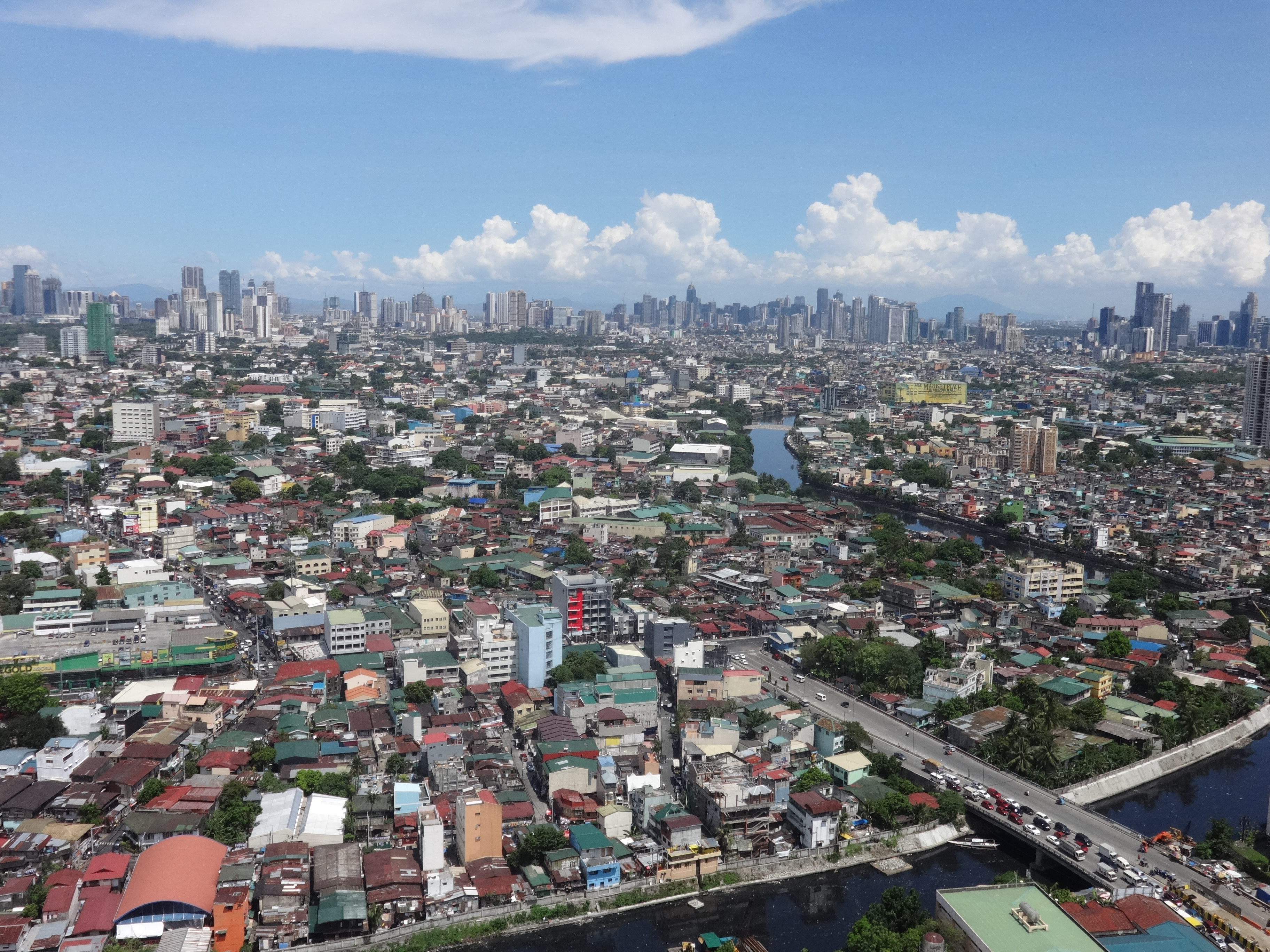
Les quartiers d'affaires d'Ortigas, Bonifacio Global City et Makati vus depuis Manille
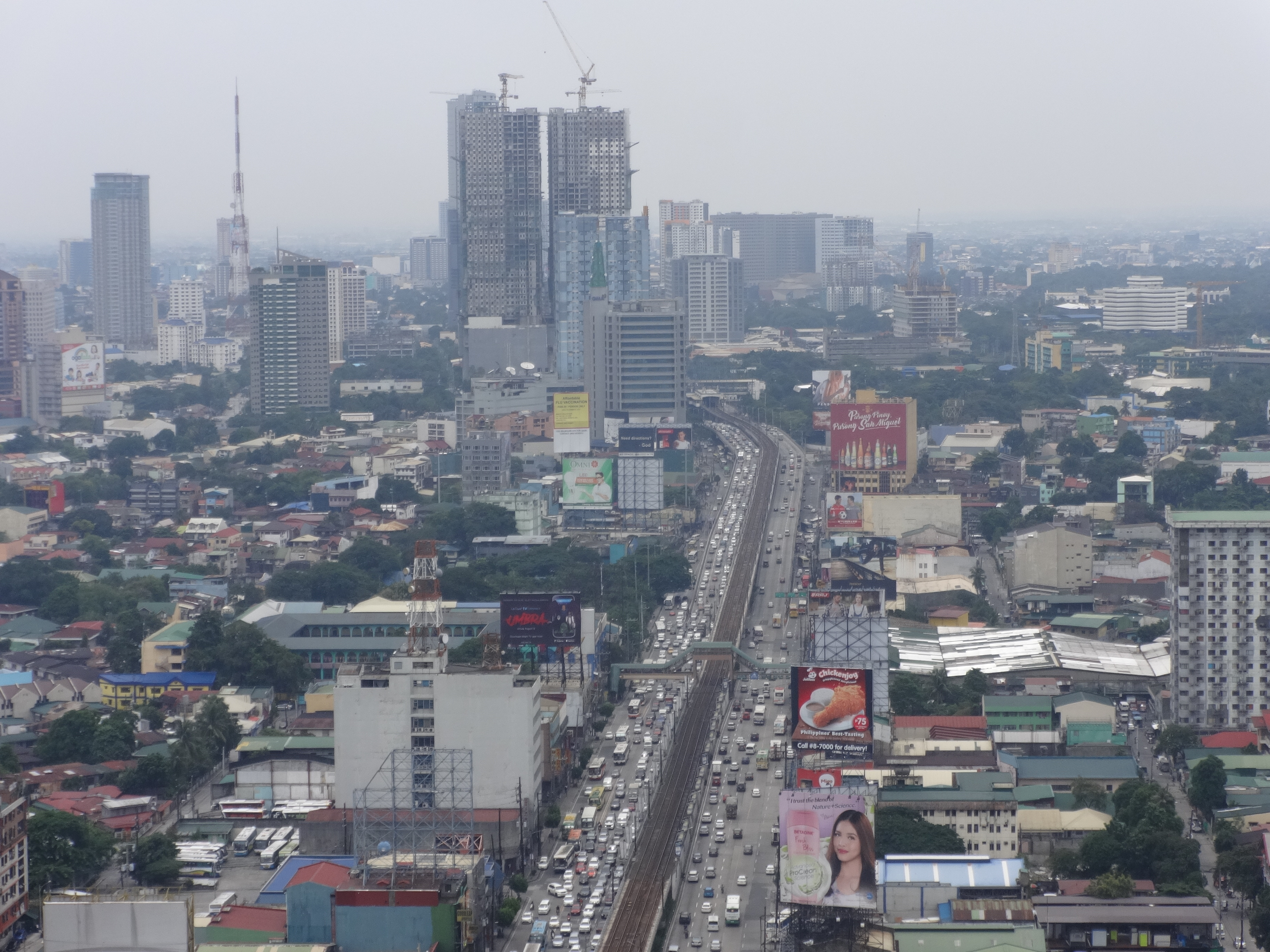
Le boulevard EDSA avec la ligne MRT-3 entre ses deux voies